# Montgomery (Vorname)
Montgomery ist ein von dem gleichlautenden Familiennamen abgeleiteter schottischer, männlicher Vorname normannisch-französischen Ursprungs. Aus dem Gälischen ist die Namensform Mac Gumaraid überliefert. Eine Verkleinerungsform des Namens ist Monty. 

## Herkunft des Namens
Die genaue Herkunft des Namens Montgomery, sowohl als Vorname, als auch als Familienname, ist ungewiss. Der erste historisch bedeutsame Mensch, der diesen Namen als Adelstitel trug, war Roger de Montgomerie um 1066. Normalerweise wurden Titel und Familiennamen in adligen Familienkreisen weitervererbt, doch der Name „Montgomery“ lässt sich nur bis zu Roger sicher zurückverfolgen. Oft nahmen sich Adlige einen ihnen wichtigen Ort zum Vorbild für neu angeeignete Namen und Titel. Im Falle von Montgomery könnte es sich auf zwei stattliche Hügel in der Normandie bei Calvados beziehen. Einer davon liegt westlich der Gemeinde Sainte-Foy-de-Montgommery in der heutigen Diözese Lisieux. Der andere liegt südöstlich von Saint-Germain-de-Montgommery und trägt die Ruinen einer frühzeitlichen  Motte. Beide Hügel werden Mons Gommerís (zu deutsch „Gummerichs Hügel“) genannt. Daraus könnte der Titel „de Montgomerie“ hergeleitet sein, woraus dann später der Vor- und Familienname „Montgomery“ wurde.

## Verbreitung
Der Name kommt in Deutschland mindestens seit 2011 in den Namensgebung vor. Jedoch ist er nur mäßig beliebt und wurde seitdem rund 40 Mal vergeben. In der Schweiz tragen 13 Personen diesen Namen (Stand 2023). In Österreich ist der Name seit 2016 in den Hitlisten vertreten, und zwar vier Mal.
Der Name Montgomery befindet sich in England und Wales seit der Jahrtausendwende stets in den Top-1000. Die beste Platzierung erzielte er im Jahr 2012 mit Rang 362. Von 1996 bis 2022 wurde er etwa 1.900 Mal vergeben. Dahingegen taucht er in Schottland und Nordirland nur sporadisch in den Hitlisten auf. Dabei ist der Name in Schottland seit dem 12. Jahrhundert nachgewiesen. In den USA wird „Montgomery“ seit 1881 vergeben. Er ist dort ein geläufiger Name, der jährlich in den Hitlisten vorkommt. In den letzten 10 Jahren wurde der Name circa 1.600 Mal gewählt. Auch in Kanada wird der Name seit 1980 fast jedes Jahr bei der Namenswahl berücksichtigt. Seine Vergabe ist ebenfalls in Frankreich, Dänemark und Schweden nachgewiesen.

## Namensträger

### Vorname
- Montgomery Clift (1920–1966), US-amerikanischer Schauspieler
- Zebulon Montgomery Pike (1779–1813), US-amerikanischer Offizier und Entdecker
- Vail Montgomery Pittman (1880–1964), US-amerikanischer Politiker, Gouverneur von Nevada

### Kunstfiguren
- Charles Montgomery „Monty“ Burns ist der reichste Mann in Springfield in der US-amerikanischen Zeichentrickserie Die Simpsons.
- Lord Montgomery „Monty“ Fiske, besser bekannt als Monkey Fist, ist ein exzentrischer britischer Aristokrat und Gegenspieler von Kim Possible in der gleichnamigen US-amerikanischen Zeichentrickserie.